# Sarebbe comodo
Sarebbe comodo è un singolo della rapper italiana Chadia Rodríguez, pubblicato l’11 gennaio 2019 come sesto estratto dall'EP di debutto Avere 20 anni.

## Tracce
1. Sarebbe comodo – 3:12

## Classifiche
| Classifica (2019) | Posizione massima |
| ----------------- | ----------------- |
| Italia            | 94                |